# 丁清祥
丁清祥（1957年1月18日—1982年4月12日），臺灣屏東縣屏東市人，為救困於火場的幼童而殉身，在屏東市立有銅像。

## 殉身

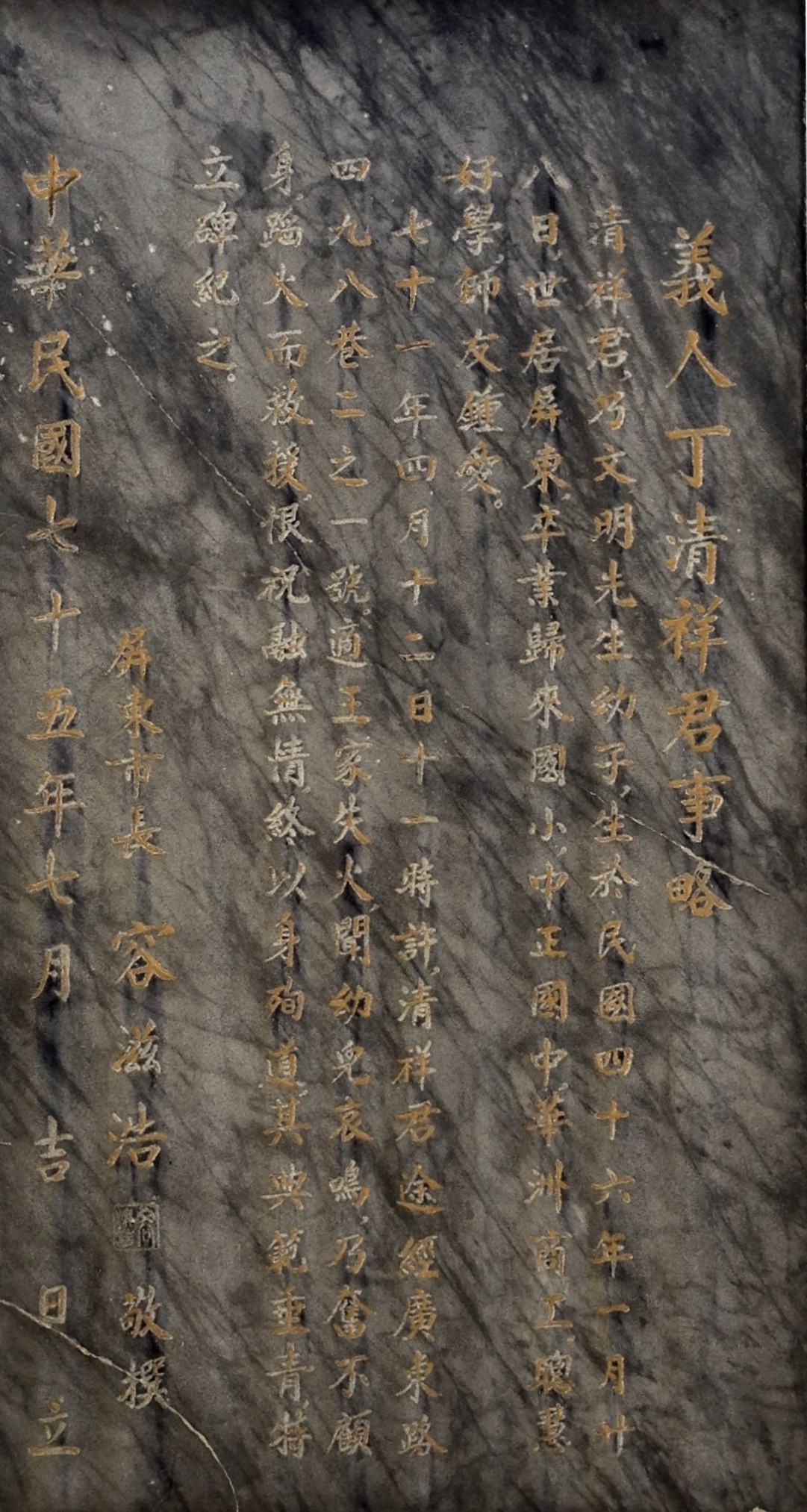
銅像座角落〈義人丁清祥君事略〉刻有丁清祥生年、籍貫、學歷等資訊。

依屏東市市長容滋浩所撰寫的〈義人丁清祥君事略〉，丁清祥生於1957年1月18日，父親丁文明，家族世居屏東。丁清祥為歸來國小（1969年6月第二十二屆畢業）、中正國中、華洲商工畢業。
1982年4月12日上午，有小孩在屏東市廣東路498巷2之1號用打火機燒紙，發生火警，屋內三位小女孩陷身火窟，大人卻皆都不在家。在南僑化工任職的丁清祥行經該處，發現後即衝上二樓踢開房門，讓當時4歲的劉秋萍逃出，再抱5歲的劉玉如、4歲的王美玲逃離。他卻被濃煙嗆倒，直到消防人員趕到後，才將他們三人救出。王美玲與丁清祥送往省立屏東醫院急救，劉玉如送往屏東人愛醫院救治。
劉玉如經一個多小時急救後，已恢復呼吸；丁清祥與王美玲均不治。剛和丁清祥訂婚不久的陳姓少女接獲噩耗後悲痛欲絕；父親丁文明則更感傷心。

## 身後
為紀念丁清祥事蹟，在屏東市千禧公園內豎立「捨身取義」銅像，後位於屏東市國民運動中心旁。
屏東消防隊兩部1980年出廠的日野牌消防車，取名為「清祥號」以作紀念。該些車年限到後，一度打算報廢，被消防隊員陳錦榮力爭保留，認為是教育後代的歷史教材。
多年後，位在自由路與勝利東路口角落的屏東市青年丁清祥銅像，被樹木雜草遮蔽，幾乎快被遺忘。直到屏東市國民運動中心工程整地，近有三十年歷史的銅像再度呈現在市民眼前，喚起許多人的記憶。